# Calymmaria farallon
Calymmaria farallon là một loài nhện trong họ Hahniidae.
Loài này thuộc chi Calymmaria. Calymmaria farallon được miêu tả năm 2004 bởi Heiss & Draney.